# Sinagoga di Novi Sad
La sinagoga di Novi Sad, costruita tra il 1905 e 1909, è situata nel centro di Novi Sad in Serbia, ma fu costruita quando la città era sotto amministrazione ungherese. Non più regolarmente usata per il culto, è monumento nazionale e sede di manifestazioni culturali.

## Storia
La sinagoga di Novi Sad fu costruita nel 1905-1909 durante l'amministrazione del Regno d'Ungheria (parte dell'Impero austro-ungarico) sul luogo in cui si erano succedute dal XVIII sec. già quattro altre sinagoghe. L'ultima di esse era stata edificata nel 1851 ed ormai non più sufficiente ai crescenti bisogni di una comunità in espansione, che allora contava già oltre 1.500 membri.
La costruzione della sinagoga fu affidata all'architetto Leopold Baumhorn, il più famoso e prolifico costruttore di sinagoghe del tempo. Il risultato fu un edificio grandioso ed imponente, uno degli esempi più belli e integri a noi rimasti di architettura eclettica, con una prevalenza di elementi neoromanici e neo bizantini

## L'architettura della sinagoga

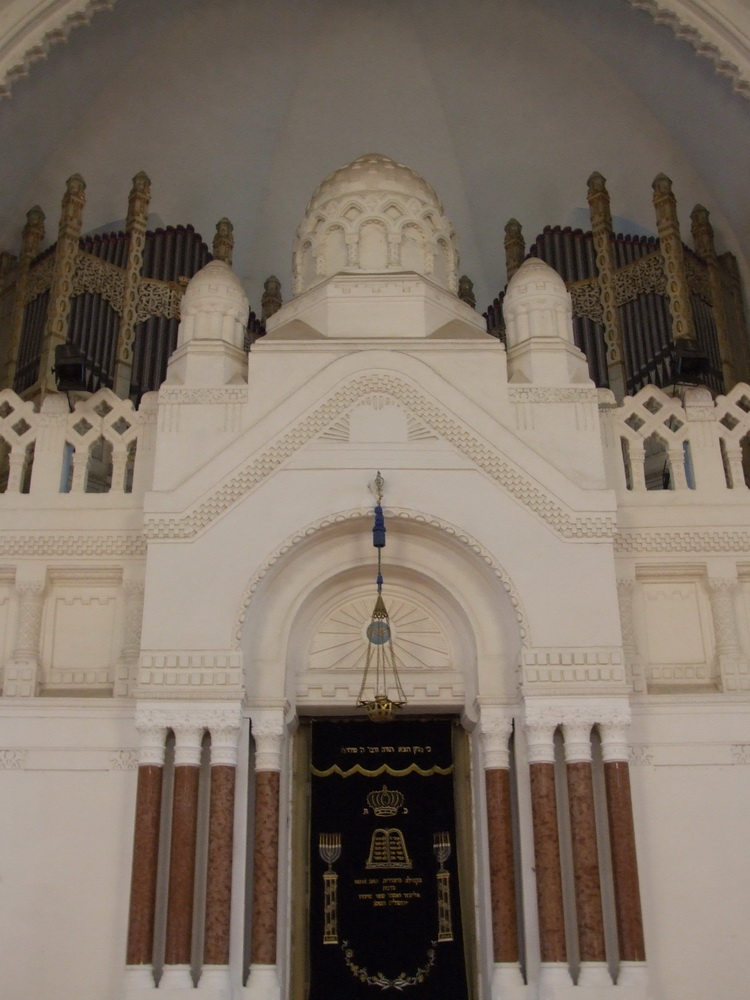
L'arca santa

La facciata è tripartita. Due torrioni laterali incorniciano un timpano triangolare con rosone centrale sotto un grande arco tondo. L'interno, con austere decorazioni in stucco e sovrastato dall'alta cupola, ha pianta centrale con quattro transetti, uno occupato dall'arca santa e dall'organo e gli altri dalle gallerie del matroneo.
Ai due lati della sinagoga sorgono, costruiti nello stesso stile, gli edifici della scuola e degli uffici della comunità.

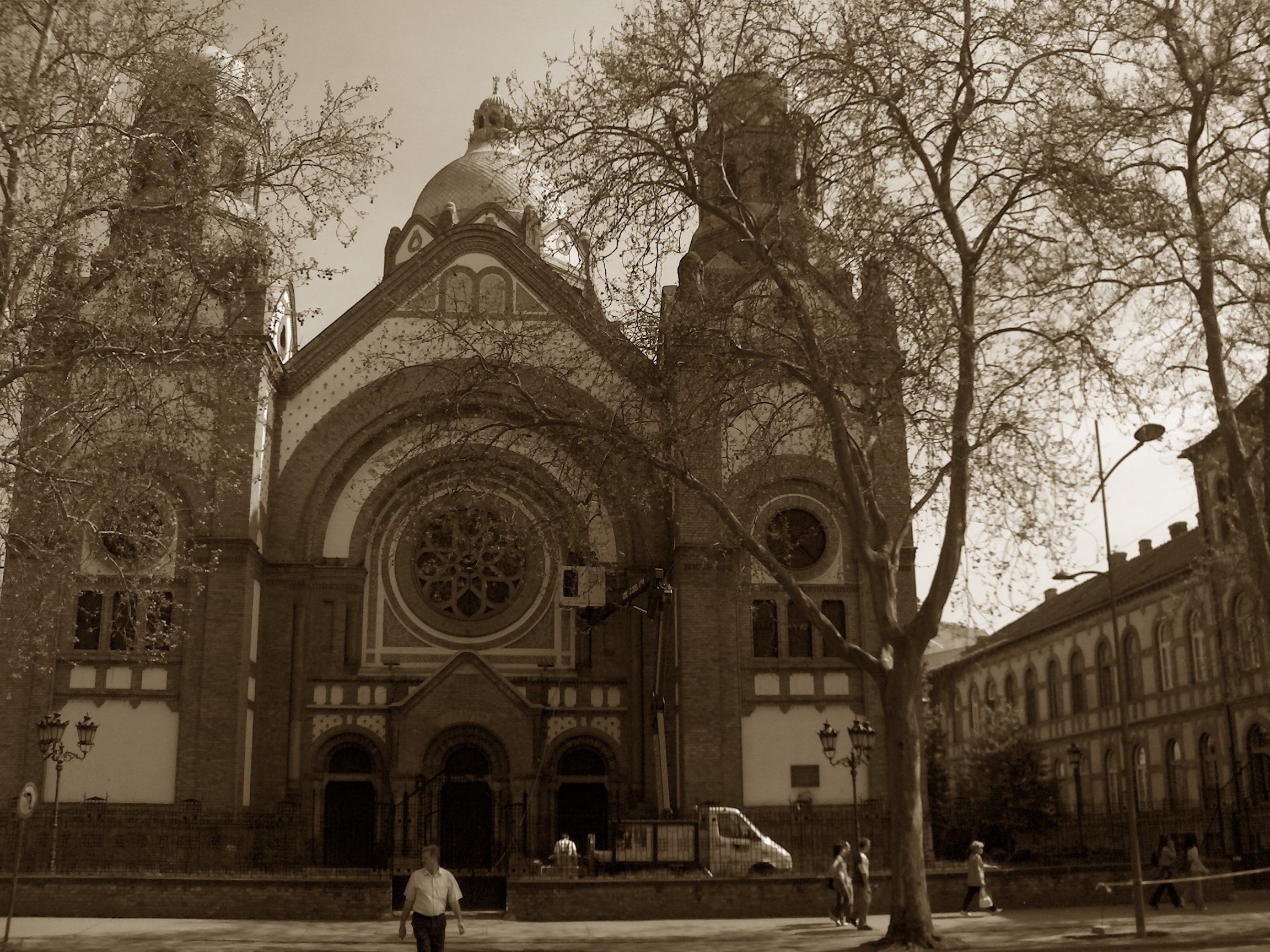
La facciata
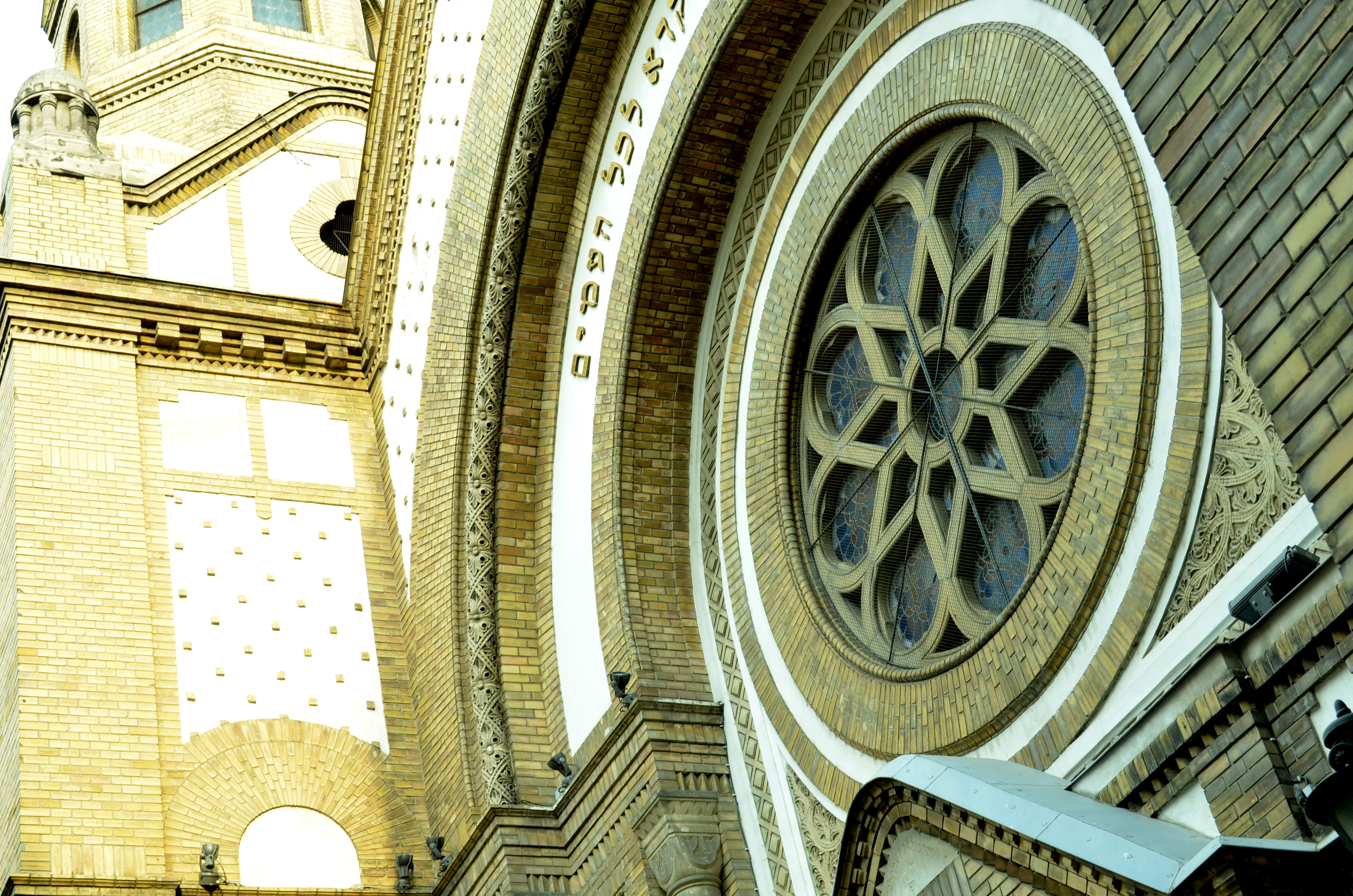
il rosone
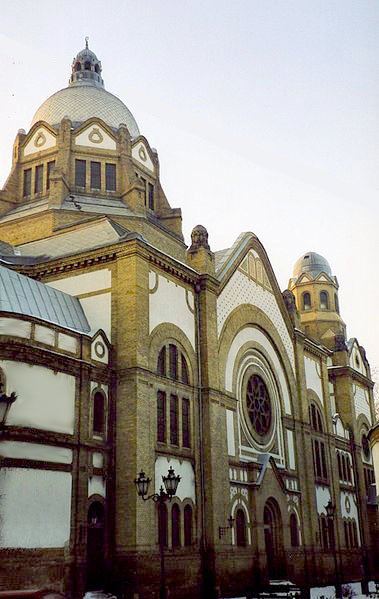
La cupola

## La situazione odierna
L'Olocausto ha colpito duramente la comunità ebraica di Novi Sad; dei 4.000 ebrei che vivevano in città prima della seconda guerra mondiale ne rimasero solo poche centinaia, di cui la maggior parte nel dopoguerra decise di emigrare in Israele. La sinagoga, risparmiata dalle distruzioni belliche, fu tenuta attiva dalla piccola comunità superstite. Nel 1991 la sinagoga fu inserita dal governo serbo tra i monumenti di interesse storico e culturale. Dallo stesso anno, grazie ad un accordo con la comunità ebraica locale, l'edificio è stato dato in uso gratuito alla città che l'ha restaurata e ne utilizza la splendida acustica per concerti e manifestazioni culturali. Solo occasionalmente la sinagoga è ancora usata per cerimonie religiose, sotto la supervisione del rabbino di Belgrado.